# 椿ハナ
椿 ハナ（つばき はな、1月7日 - ）は、日本の女性ケータイ小説家。魔法のiらんどで発表した恋愛小説『金魚倶楽部』が第4回魔法のiらんど大賞NHK賞を受賞し、2011年に同局でドラマ化された。また、ピュアラブ部門賞を受賞した『崩れかけのプロポーズ』は書籍化された。iらんど大賞では初めてのＷ受賞となった。2011年現在、東京都在住の学生。

## 経歴
携帯端末向けの無料ホームページサービスサイト魔法のiらんどに『heroism』を開設。2010年9月、処女作となる恋愛小説『スキャンダル・ポリス』を発表。これは、2011年10月にアスキー・メディアワークスにより書籍化された。『スキャンダル・ポリス』のサイドストーリー『bitter sweet』もアスキー・メディアワークスより書籍化。2012年11月には『bitter sweet』とリンクした『君を壊せるのは僕しかいない』が主婦の友社より書籍化されている。
駆け落ちシリーズと呼ばれる『乙女と煙草と恋占い』、『駆け落ちごっこ』もアスキーメディアワークスより書籍化。同年、JR山手線の中吊り広告に『乙女と煙草と恋占い』、『駆け落ちごっこ』が登場する。
2011年1月、いじめをテーマにした恋愛小説『金魚倶楽部』が、魔法のiらんど大賞NHK賞を受賞。同年5月に書籍化、7月に同局でドラマ化された。なお、同大賞でピュアラブ部門を受賞した『崩れかけのプロポーズ』は主婦の友社より書籍化された。その後も『口遊み』も主婦の友社から書籍化された。
2013年1月、著者にとって『金魚倶楽部』以来となる学生物の『正しい校則違反の模範解答』がアスキーメディアワークスより書籍化。
2013年5月には『美堂橋さんの優雅な日々。～恋、ときどき、ミステリー～』がメディアワークス文庫より文庫で発売。同月『恋、ときどき、ミステリー』がアスキーメディアワークスより単行本で発売。同じストーリーを美堂橋梓と門澤百合という2人の登場人物それぞれの視点で描かれており、2冊同時刊行。2013年12月に続編となる『美堂橋さんの優雅な日々。～恋とヒミツのつくりかた～』が発売された。翌月、2014年1月25日には書き下ろしとなる『午前2時に、キミを待ってる。』が発売される。2か月連続刊行企画であり、魔法のiらんどでの文庫書き下ろしは初めて。
魔法のiらんどからの出身者ではメディアワークス文庫でのデビューは初である。

## 作品

### 書籍化作品
- 金魚倶楽部（アスキーメディアワークス、2011年5月25日）
- 崩れかけのプロポーズ1・2（主婦の友社、2011年6月30日）
- 口遊み1・2（主婦の友社、2011年9月30日）
- スキャンダル・ポリス（アスキーメディアワークス、2011年10月25日）
- bitter sweet（アスキーメディアワークス、2012年2月25日）
- 乙女と煙草と恋占い（アスキーメディアワークス、2012年5月25日）
- 駆け落ちごっこ（アスキーメディアワークス、2012年7月25日）
- 君を壊せるのは僕しかいない（主婦の友社、2012年11月28日）
- 正しい校則違反の模範解答（アスキーメディアワークス、2013年1月25日）
- 美堂橋さんの優雅な日々。～恋、ときどき、ミステリー～（アスキーメディアワークス、2013年5月25日）
- 恋、ときどき、ミステリー（アスキーメディアワークス、2013年5月25日）
- 美堂橋さんの優雅な日々。～恋とヒミツのつくりかた～（アスキーメディアワークス、2013年12月25日）
- 午前２時に、キミを待ってる。（アスキーメディアワークス、2014年1月25日）
- 美堂橋さんの優雅な日々。～恋のオワリと罪のハジマリ～（アスキーメディアワークス、2014年7月25日）
- 美堂橋さんの優雅な日々。～変人たちの愛と答え～（アスキーメディアワークス、2014年9月25日）